# Abronia fragrans
Espèce
Classification APG III (2009)
Abronia fragrans est une espèce de plantes à fleurs de la famille des Nyctaginaceae. Cette plante pérenne est originaire d’Amérique du Nord. 

## Description

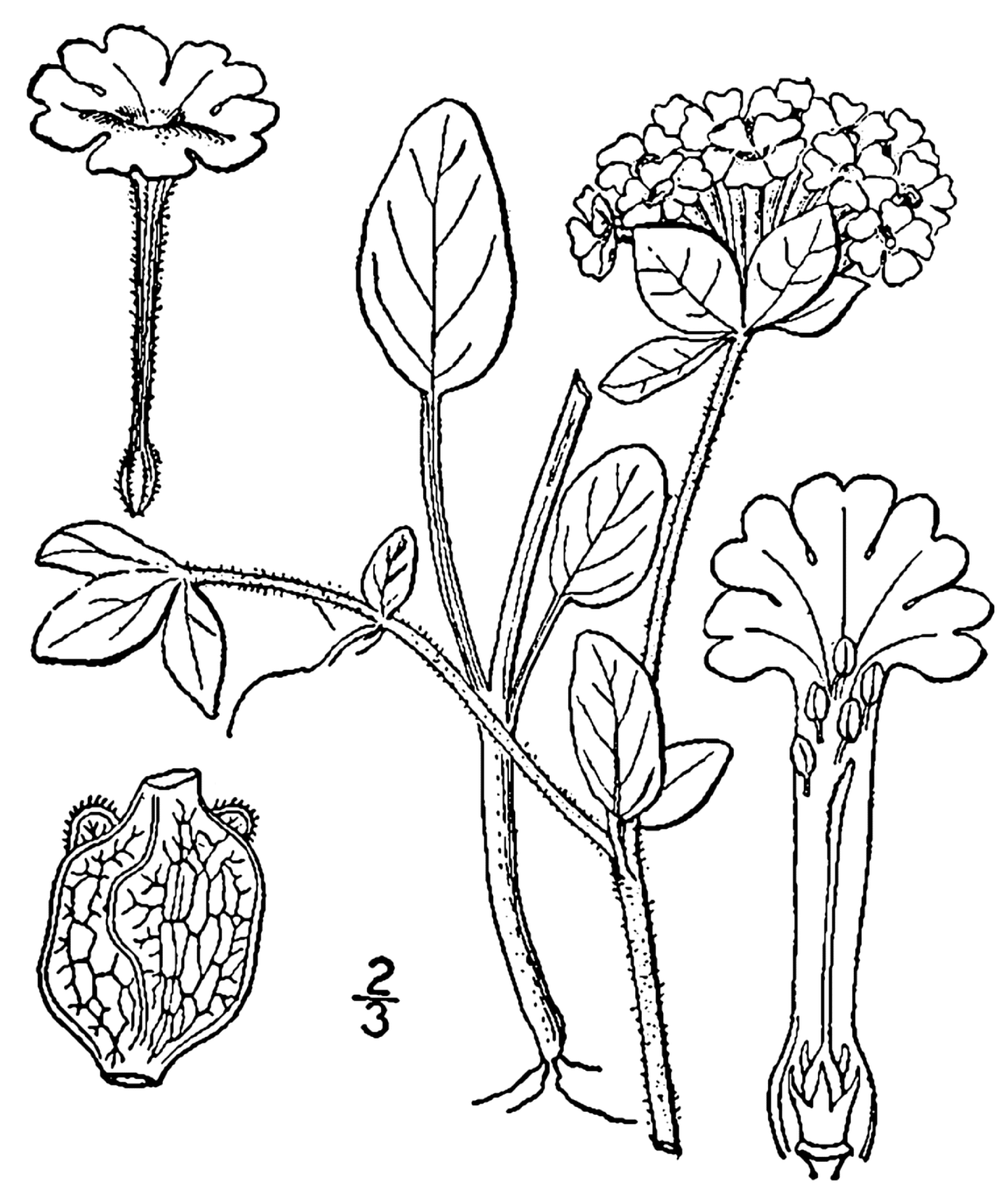
Représentation schématique des différents organes dAbronia fragrans.

### Appareil végétatif
C'est une plante herbacée qui présente des tiges rampantes à l'extrémité redressée, atteignant de 30 à 120 cm de longueur mais ne s'élevant guère au-dessus du sol. Ces tiges ramifiées sont couvertes de poils courts et fins, parfois blanchâtres, légèrement collants. Elles peuvent présenter une coloration rougeâtre à la base ou au niveau des nœuds. 
Les feuilles ont une disposition opposée, formant ainsi des paires inégales. Elles sont portées par un pétiole mesurant de 1 à 7 cm de longueur. Simples mais de forme variable (ovale, triangulaire ou lancéolée, à bout arrondi ou pointu), les feuilles sont un peu charnues, plus ou moins couvertes de poils collants. Elles sont de dimensions variables, généralement de 3 à 12 cm de longueur pour 1 à 8 cm de largeur. Leur bordure peut être entière ou légèrement ondulée et leur face inférieure est plus claire que la face supérieure, à cause de la présence de poils clairs plus denses et plus longs. 

### Appareil reproducteur
La période de floraison s'étend du printemps à l'automne. 
Les fleurs sont réunies par groupes de 30 à 80. Elles poussent au sommet d'une tige florale plus longue que les pétioles des feuilles et issue d'un bourgeon axillaire. L'inflorescence est précédée par 5 à 7 bractées non soudées, de forme ovale à lancéolée et à bout pointu. Elles mesurent de 0,8 à 2 cm de longueur pour 0,4 à 1,2 cm de largeur. Ces bractées peuvent être blanchâtres ou parfois rosâtres ou violacées. 
Les fleurs, parfumées, présentent un calice ressemblant à une corolle blanche ou rosée. Il est à la base en forme de tube de 1 à 2,5 cm de long, vert à rouge violacé et s'élargit au sommet, se terminant par 5 lobes libres blancs ou rosés. Ces lobes étalés forment la "fleur" de 6 à 10 mm de diamètre (parfois moins). La véritable corolle est absente. Il y a 5 étamines qui ne dépassent pas la hauteur du tube. Les fleurs s'ouvrent en fin d’après-midi et se ferment au cours de la matinée suivante. Lorsque les fleurs fanent, il arrive qu'elles soient marcescentes et demeurent sur leur tige florale. 
Le fruit est un akène qui reste inclus dans la base toujours marcescente du calice, qui peut présenter 4 à 5 ailettes ; ces ailettes peuvent être absentes. L'akène a une forme variable qui dépend de sa position dans l'inflorescence, critère qui agit sur la présence ou non d’ailes sur la base du calice, le développement de ses dernières et la forme des graines. L'akène mesure environ 5 à 12 mm de longueur pour 2,5 à 7 mm de largeur. Il est brun ou noir, d'aspect lustré et ne contient qu'une seule graine.

## Répartition et habitat
L'aire de répartition  d’Abronia fragrans couvre une partie de l'ouest des États-Unis (Arizona, Colorado, Dakota du Nord, Dakota du Sud, Kansas, Montana, Nebraska, Nouveau-Mexique, Oklahoma, Texas, Utah, Wyoming) et du nord du Mexique (État de Chihuahua). 
Elle pousse en milieu aride sur sol généralement sableux, au niveau de prairies sèches ou de friches, dans des vallons, sur des dunes ou sur des bords de route. On ne la trouve pas au-dessus de 2000 m d'altitude.

## Abronia fragranset l'homme

### Usages traditionnels
Les Amérindiens utilisaient l'infusion refroidie de cette plante pour baigner les enflures de type ecchymoses, piqûres d'insectes ou furoncles. Les fleurs fraîches étaient mangées pour lutter contre les maux d'estomac et la racine moulue pouvaient être mêlée à de la farine pour augmenter l'appétit. 
Les fleurs étaient aussi utilisées comme ornement pour réaliser des colliers lors de cérémonies.